# Philoponella lingulata
Philoponella lingulata là một loài nhện trong họ Uloboridae.
Loài này thuộc chi Philoponella. Philoponella lingulata được miêu tả năm 2005 bởi Dong, Zhu & Yoshida.